# 4384 Henrybuhl
4384 Henrybuhl eller 1990 AA är en asteroid i huvudbältet som upptäcktes den 3 januari 1990 av de båda japanska astronomerna Tsutomu Hioki och Shuji Hayakawa i Okutama. Den är uppkallad efter Henry Buhl, Jr.
Asteroiden har en diameter på ungefär 8 kilometer och den tillhör asteroidgruppen Eunomia.